# Iluminatti (álbum de Natti Natasha)
Iluminatti (estilizado como IlumiNATTI) é o álbum de estréia da cantora dominicana Natti Natasha, lançado pela Pina Records e Sony Music Latin em 15 de fevereiro de 2019. O álbum gerou canções de sucesso como "Quién Sabe", "Me Gusta", "Pa' Mala Yo" e "Oh Daddy". Nos Estados Unidos, Iluminatti estreou no terceiro lugar da Billboard Top Latin Albums com um equivalente de 7 mil cópias vendidas, sendo a maior primeira semana de vendas de álbum latino por uma mulher desde o El Dorado, de Shakira. Após o lançamento do álbum, "Te Lo Dije", "Obsesión", "Oh Daddy" e "No Voy a Llorar" foram lançadas como singles juntamente com os seus vídeos musicais. Em junho, Natti lançou o videoclipe do décimo single do álbum, "Deja Tus Besos".

## Antecedentes
Natasha anunciou que seu álbum se chamaria ilumiNATTI e que seria lançado em 15 de fevereiro de 2019. Em entrevista à Billboard, Natasha descreveu o álbum como um álbum para empoderar as mulheres, trazer amor e luz ao mundo. Na entrevista, Natasha explicou a origem do nome do álbum, ilumiNATTI: "Ilumi" significa luz e Natti é o su nome artístico. Antes do lançamento do álbum, Natasha mostrou em sua perfil pessoal do Instagram novas canções, como "Era Necesario", "Deja Tus Besos", e "Obsession". Em 2 de fevereiro de 2019, Natasha juntou-se ao cantor porto-riquenho Kany García na "Soy Yo Tour" para apresentar "Soy Mia" no Coliseu José Miguel Agrelot.

## Singles
O primeiro single do álbum, "Quién Sabe", foi lançado em 21 de junho de 2018. O segundo e terceiro singles, "Me Gusta" e "Lamento Tu Perdida", foram lançados em dezembro de 2018. O quarto single, "Pa' Mala Yo", foi lançado em 11 de janeiro de 2019. "La Mejor Version de Mi" foi lançado como quinto single e "Te Lo Dije" como sexto single em fevereiro de 2019. Em 22 de março, foi lançado o single "Obsesión" e, em abril, foi lançado "Oh Daddy". Em 31 de maio, Natti lançou o videoclipe do nono single do álbum, "No Voy a Llorar". Em junho, Natti anunciou em sua conta oficial no Instagram o lançamento do décimo single, "Deja Tus Besos", na versão remix com o rapper Chencho Corleone.

## Iluminatti Tour
Iluminatti Tour (estilizado como IlumiNATTI Tour) é a primeira turnê da cantora dominicana Natti Natasha, em apoio ao seu álbum de estréia, Iluminatti (2019). A turnê teve início em 16 de março de 2019, em Los Angeles, Estados Unidos.

### Repertório
Este repertório é representativo do show do dia 16 de março de 2019, em Los Angeles. Ele não representa todos os shows da turnê.
1. "Pa' Mala Yo"
2. "Criminal"
3. "No Me Acuerdo"
4. "Me Gusta"
5. "El Baño" (cover de Enrique Iglesias e Bad Bunny)
6. "Tonta"
7. "Buena Vida"
8. "Justicia"
9. "Dutty Love"
10. "Dura (Remix)"
11. "Quién Sabe"
12. "Sin Pijama"

### Datas
| Data                   | Cidade              | País                 | Local                          |
| América                | América             | América              | América                        |
| ---------------------- | ------------------- | -------------------- | ------------------------------ |
| 16 de março de 2019    | Los Angeles         | Estados Unidos       | The Belasco                    |
| 13 de abril de 2017    | Tegucigalpa         | Honduras             | Estadio Chochi Sosa            |
| 17 de abril de 2017    | Cidade da Guatemala | Guatemala            | Explanada Cardales de Cayala   |
| 18 de abril de 2017    | São Salvador        | El Salvador          | Tesoro Beach Resort            |
| 24 de abril de 2019    | Las Vegas           | Estados Unidos       | Light Nightclub                |
| 5 de maio de 2019      | Santo Domingo       | República Dominicana | Estadio Olímpico Félix Sánchez |
| 1 de junho de 2019     | Chimbote            | Peru                 | Country Club de Buenos Aires   |
| 8 de junho de 2019     | Miami               | Estados Unidos       | AmericanAirlines Arena         |
| 21 de julho de 2019    | Chicago             | Estados Unidos       | Plaza Garibaldi                |
| Europa                 |                     |                      |                                |
| 26 de julho de 2019    | Huelva              | Espanha              | Recinto Ferial El Carmen       |
| 28 de julho de 2019    | Barcelona           | Espanha              | Parc del Fòrum                 |
| 28 de julho de 2019    | Santander           | Espanha              | Campa de La Magdalena          |
| América                |                     |                      |                                |
| 10 de agosto de 2019   | Galveston           | Estados Unidos       | East Beach Pavilion            |
| 13 de agosto de 2019   | Nova York           | Estados Unidos       | Salsa Con Fuego                |
| Europa                 |                     |                      |                                |
| 15 de agosto de 2019   | Marbella            | Espanha              | Dreamers Marbella              |
| 17 de agosto de 2019   | Valladolid          | Espanha              | Convento de San Bernardino     |
| 18 de agosto de 2019   | Ibiza               | Espanha              | Ushuaïa Ibiza Beach Hotel      |
| 19 de agosto de 2019   | Gran Canária        | Espanha              | Parking Puerto de las Nieves   |
| 23 de agosto de 2019   | Bilbau              | Espanha              | Parque Europa                  |
| 24 de agosto de 2019   | Madrid              | Espanha              | Nazca Events Club              |
| 25 de agosto de 2019   | Ibiza               | Espanha              | Ushuaïa Ibiza Beach Hotel      |
| América                |                     |                      |                                |
| 30 de agosto de 2019   | McAllen             | Estados Unidos       | McAllen Convention Center      |
| 31 de agosto de 2019   | Rosarito            | México               | Papas & Beer                   |
| 13 de setembro de 2019 | San Juan            | Porto Rico           | Coliseu José Miguel Agrelot    |
| 22 de setembro de 2019 | Zacatecas           | México               | Multiforo Zacatecas            |
| 11 de outubro de 2019  | Pachuca de Soto     | México               | Teatro del Pueblo              |
| 30 de novembro de 2019 | Monterrey           | México               | Domo Care                      |
| 1 de dezembro de 2019  | Guadalajara         | México               | Auditorio Telmex               |
| 12 de dezembro de 2019 | El Paso             | Estados Unidos       | El Paso County Coliseum        |
| 11 de janeiro de 2020  | Gamboa              | Panamá               | Gamboa Rainforest Resort       |
| 25 de janeiro de 2020  | Las Vegas           | Estados Unidos       | T-Mobile Arena                 |

## Lista de faixas
| N.º            | Título                        | Compositor(es)                                                                         | Produtor(es)                  | Duração |  |
| 1.             | "Era Necesario"               | Natalia Gutiérrez José Nieves Rafael Pina Juan Rivera Israel Rodríguez Waldemar Cancel | Gaby Music Fortuna La Super F | 3:07    |  |
| 2.             | "Deja Tus Besos"              | Gutiérrez Michael Delgado Pina Rivera Cancel                                           | MikeyTone Gaby Music          | 3:08    |  |
| 3.             | "Obsesión"                    | Gutiérrez Delgado Pina Rivera Cancel                                                   | MikeyTone Gaby Music          | 3:13    |  |
| 4.             | "Pa' Mala Yo"                 | Gutiérrez Kedin Maizonet Luian Malave Pina Edgar Semper-Vargas Xavier Semper-Vargas    | Mambo Kingz DJ Luian          | 2:41    |  |
| 5.             | "Oh Daddy"                    | Gutiérrez Pina Rivera Rodríguez                                                        | Gaby Music Fortuna La Super F | 2:58    |  |
| 6.             | "Soy Mía" (com Kany García)   | Encarnita García                                                                       | Marcos Sánchez                | 3:41    |  |
| 7.             | "Me Gusta"                    | Gutiérrez Pina Hectro Lamboy Rivera Simón Restrepo Ramón Ayala Justin Quiles Cancel    | Magnifico Gaby Music          | 3:17    |  |
| 8.             | "No Voy a Llorar"             | Gutiérrez Pina Carlos Peralta José Torres                                              | Maffio                        | 3:50    |  |
| 9.             | "Toca Toca"                   | Gutiérrez Pina Rivera Carlos Ortiz                                                     | Gaby Music Chris Jeday        | 3:07    |  |
| 10.            | "Independiente"               | Gutiérrez Pina Rivera Ortiz                                                            | Gaby Music Jeday              | 3:06    |  |
| 11.            | "Lamento Tu Pérdida"          | Gutiérrez Pina Rivera Rodríguez                                                        | Gaby Music Fortuna La Super F | 2:41    |  |
| 12.            | "Te Lo Dije" (com Anitta)     | Gutiérrez Pina Rivera Restrepo Ayala Quiles                                            | Gaby Music                    | 3:12    |  |
| 13.            | "Ya Lo Sé"                    | Gutiérrez Pina Rivera Rodríguez                                                        | Gaby Music Fortuna La Super F | 3:17    |  |
| 14.            | "Quién Sabe"                  | Gutiérrez Pina Gabriel Cruz Lenny Santos Yoel Damas                                    | Lenny Santos                  | 4:29    |  |
| 15.            | "Devórame"                    | Gutiérrez Pina Rivera Restrepo Quiles Cancel                                           | Gaby Music                    | 3:26    |  |
| 16.            | "La Mejor Version de Mí"      | Gutiérrez Pina José Inzunza                                                            | Joss Favela                   | 2:14    |  |
| 17.            | "Oh Daddy" (Versão Spanglish) | Gutiérrez Pina Rivera Rodríguez                                                        | Gaby Music Fortuna La Super F | 2:57    |  |
| Duração total: | Duração total:                | Duração total:                                                                         | Duração total:                | 54:24   |  |

## Desempenho nas tabelas musicais
| Tabela musical (2019)              | Melhor posição |
| ---------------------------------- | -------------- |
| EUA (Billboard 200)                | 149            |
| EUA (Billboard Top Latin Albums)   | 3              |
| EUA (Billboard Latin Rhythm Album) | 3              |

| Tabela musical (2019)            | Melhor posição |
| -------------------------------- | -------------- |
| EUA (Billboard Top Latin Albums) | 25             |
| Tabela musical (2020)            | Melhor posição |
| EUA (Billboard Top Latin Albums) | 45             |

## Certificações
| Região                                                        | Certificação     | Vendas  |
| ------------------------------------------------------------- | ---------------- | ------- |
| Estados Unidos (RIAA)                                         | Platina (latina) | 60.000‡ |
| ‡vendas+valores de streaming baseados somente na certificação |                  |         |